# اضطراب (علم الفلك)

توضيحٌ لقوى الاضطراب الناتجة عن تأثير جاذبية الشمس والقمر على الأرض في عدَّة أماكن من مدارَيْهما. تمثّل الأسهم الزرقاء اتجاه وشدة قوة الجاذبية المؤثِّرة على الأرض، حيث أن تطبيق هذه القوى على القمر والأرض معاً لا يسبُّب - بالكلية - تغييراً في موقعيهما بالنسبة لبعضهما بعضاً. لكن عند طرح هذه القوة من قوة القمر (الأسهم السوداء)، تبقى قوَّة مؤثّرة ممثلة بالأسهم الحمراء، وهذه هي قوى الاضطراب. تختلف قوى الاضطراب في اتجاهها وشدَّتها بحسب موقع الأرض والقمر في مدارهما حول الشمس، وبالتالي فإنها تحدث تغييراً في شكل المدار حسب موقع الأرض فيه.

الاضطراب المداري (بالإنجليزية: Perturbation)‏ في علم الفلك هو حركة معقَّدة ينقاد لها جسمٌ فضائي عند خضوعه لقوة جاذبية من عدَّة جهاتٍ، تصدرها عدة أجسام شديدة الضخامة. يمكن أن ينتج الاضطراب المداري عن أيّ حالة تؤثّر فيها قوى متعددة شديدة على جسمٍ واحد، يمكن أن تكون هذه القوى هي جاذبية عدة أجسام ضخمة، أو مقاومة مائع أو الغلاف الجوي، أو حتى الجذب غير المركزي لكرة مفلطحة. من الأمثلة البارزة على هذه الظاهرة في النظام الشمسي منطقة حزام الكويكبات، التي تتعرَّض منذ مليارات السنين لاضطرابات شديدة بسبب خضوعها لجاذبيَّة شديدة من الشمس من جهةٍ ومن كوكب المشتري الضخم من جهة أخرى، ولذلك ينتهي المطاف بالعديد من كويكبات الحزام بأن تُقذَف إلى الفضاء القريب من الأرض أو إلى سحابة أورت على حافة النظام الشمسي.
بدأت دراسات الاضطرابات المدارية بشكلٍ أو بآخر منذ محاولات البشر الأولى لفهم كيفية تحرُّك الكواكب في السماء. فعندما كان إسحاق نيوتن يضع قوانينه في الحركة والجذب العام، قام باستعمال قوانينه الجديدة لحساب اضطرابات بعض الأجرام السماوية، وأدرك وقتها الاضطراب وما يشكّله من تعقيدٍ على دراسة حركة الكواكب. منذ ذلك الحين، انشغل العديد من علماء الرياضيات بحل مسائل تتعلَّق بالاضطراب، فكان من الضروري في القرنين الثامن والتاسع عشر الميلاديَّين مثلاً وضع جداول دقيقة لمواقع القمر والكواكب المستقبليَّة للاستدلال بها في الملاحة.

## التحليل الرياضي

### الاضطرابات العامة
في طرق الاضطرابات العامة، تُحل المعادلات التفاضلية العامة، سواء كانت للحركة أو للتغيير في العناصر المدارية، تحليليًا، عادةً عن طريق توسيع المتسلسلات. عادةً ما يُعبر عن النتيجة باستخدام دوال جبرية ومثلثية للعناصر المدارية للجسم المعني والأجسام المضطربة. يمكن تطبيق هذا بشكل عام على مجموعات مختلفة من الظروف، ولا يقتصر على أي مجموعة معينة من الأجسام الجاذبة. تاريخيًا، جرت دراسة الاضطرابات العامة أولًا. تُعرف الطرق الكلاسيكية باسم تباين العناصر أو تباين المعاملات أو تباين ثوابت التكامل. في هذه الطرق، يُعتبر الجسم متحركًا دائمًا في قطع مخروطي، إلا أن القطع المخروطي يتغير باستمرار بسبب الاضطرابات. إذا توقفت جميع الاضطرابات في أي لحظة معينة، فسيستمر الجسم في الحركة فب هذا القطع المخروطي (غير المتغير الآن) إلى الأبد؛ يُعرف هذا القطع المخروطي باسم المدار المماسي وتُعتبر عناصره المدارية في أي وقت معين هي ما تسعى لتحديده طرق الاضطرابات العامة.
يستفيد تحليل الاضطرابات العامة من حقيقة أنه في العديد من مسائل الميكانيكا السماوية، يتغير مدار النظام المكون من جسمين ببطء إلى حد ما بسبب الاضطرابات؛ يُعتبر مدار مسألة الجسمين أول تقدير تقريبي جيد. تُعتبر الاضطرابات العامة قابلةً للتطبيق فقط إذا كانت القوى المضطربة أضعف من قوة جاذبية الجسم الأساسي بنحو عشر مرات أو أقل. هذا هو الحال عادةً في النظام الشمسي. يتمتع كوكب المشتري، ثاني أكبر جسم في النظام الشمسي، بكتلتة تعادل 1/1000 من كتلة الشمس تقريبًا.
يفضل العلماء استخدام طرق الاضطرابات العامة لبعض أنواع المسائل، حين يُحدد بسهولة مصدر أنواع معينة من الحركات المرصودة. هذا ليس بالضرورة الحال مع الاضطرابات الخاصة، إذ تكون القدرة على التنبؤ بالحركات محدودة، ولكن لن تتوفر أي معلومات عن تكوينات الأجسام المسببة للاضطراب (الرنين المداري على سبيل المثال).

## اقرأ أيضا
- فترة التناوب